# 토런스군

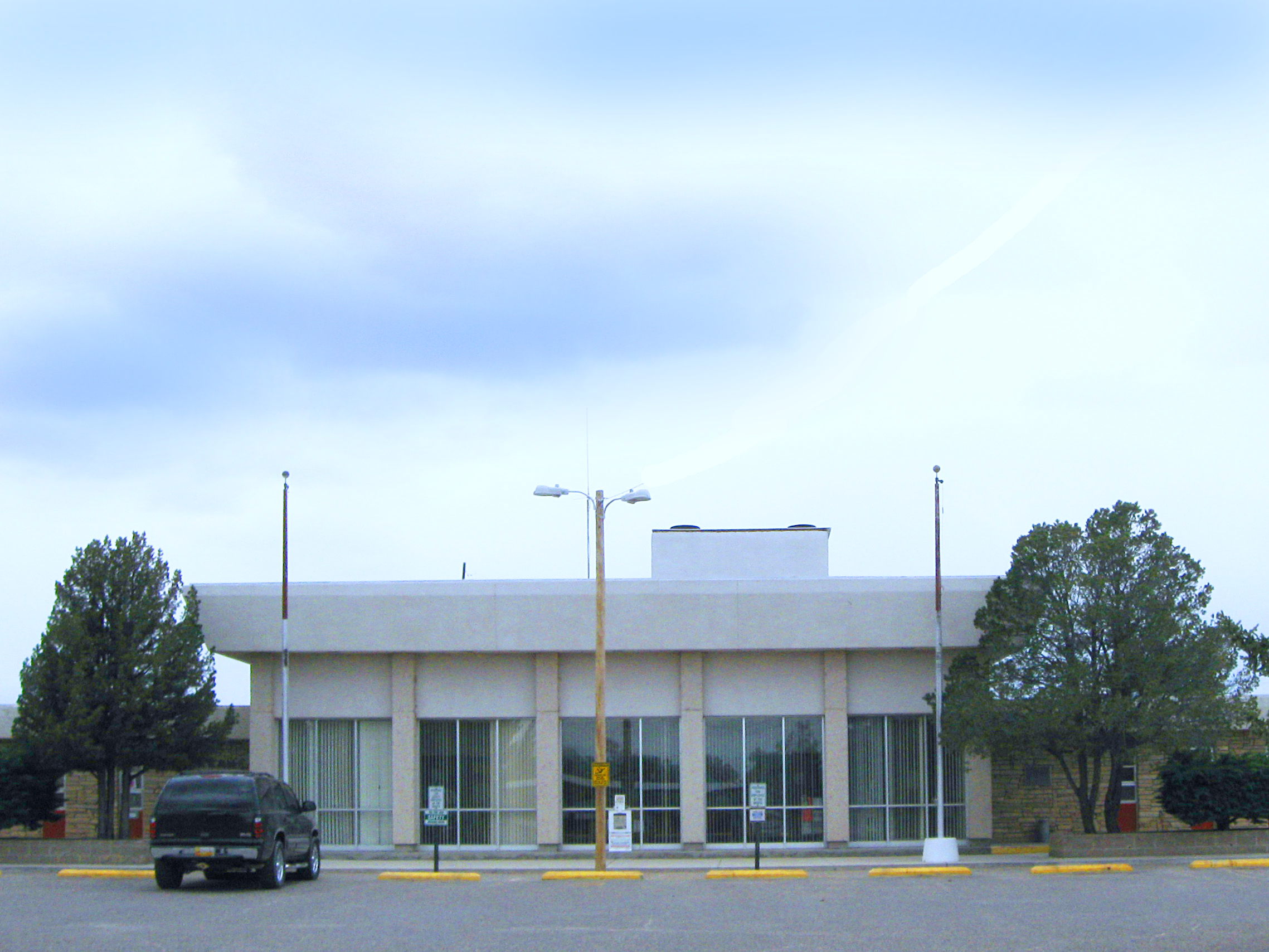

토런스군(Torrance County)은 미국 뉴멕시코주 중부에 있는 군이다. 2000년 현재, 인구는 16,911명이다. 군청 소재지는 에스탄시아이다.

## 지리
총면적은 8,666 km2(3,346 mi²)이다. 이 중 육지 면적은 8,663km2(3,345 mi²)이고, 수면적은 3 km2(1 mi²)로, 수면적이 트런스 군 면적의 0.03%를 차지한다. 토랜스 군은 높이 6000~6200피트 사이에 위치해 있다.

## 인구
| 인구조사                                                      | 인구   | Note  | %±     |
| ------------------------------------------------------------- | ------ | ----- | ------ |
| 1910년                                                        | 10,119 |       | —      |
| 1920년                                                        | 9,731  |       | −3.8%  |
| 1930년                                                        | 9,269  |       | −4.7%  |
| 1940년                                                        | 11,026 |       | 19.0%  |
| 1950년                                                        | 8,012  |       | −27.3% |
| 1960년                                                        | 6,497  |       | −18.9% |
| 1970년                                                        | 5,290  |       | −18.6% |
| 1980년                                                        | 7,491  |       | 41.6%  |
| 1990년                                                        | 10,285 |       | 37.3%  |
| 2000년                                                        | 16,911 |       | 64.4%  |
| 2010년                                                        | 16,383 |       | −3.1%  |
| 2019 (추산)                                                   | 15,461 | [ 1 ] | −5.6%  |
| U.S. Decennial Census 1790-1960 1900-1990 1990-2000 2010-2016 |        |       |        |

## 인접하는 군
- 북쪽: 샌타페이 군, 산미겔 군
- 동쪽: 과달루페 군
- 남쪽: 링컨군, 소코로 군
- 서쪽: 발렌시아 군
- 북서쪽: 베르나릴로 군